# Езерити
Езеріти (грец. Ἐζερῖται) — південнослов'янське плем'я, що мешкало на Пелопонесі в Середньовіччя.

## Походження назви
Езерітами греки назвали слов'янське плем'я. Слово має слов'янські корені, але чи є ця форма самоназвою невідомо. Назва племені — елінизована форма від загальнослов'янського слова озеро.